# Jaskinia Błotna (Tatry)
Jaskinia Błotna (Błotna, Błotna pod Siwarową) – jaskinia w Dolinie Małej Łąki w Tatrach Zachodnich. Wejście do niej znajduje się we wschodnim stoku Zagonnej Turni, na wysokości 1544 metrów n.p.m. Długość jaskini wynosi 28 metrów, a jej deniwelacja 2,50 metra.

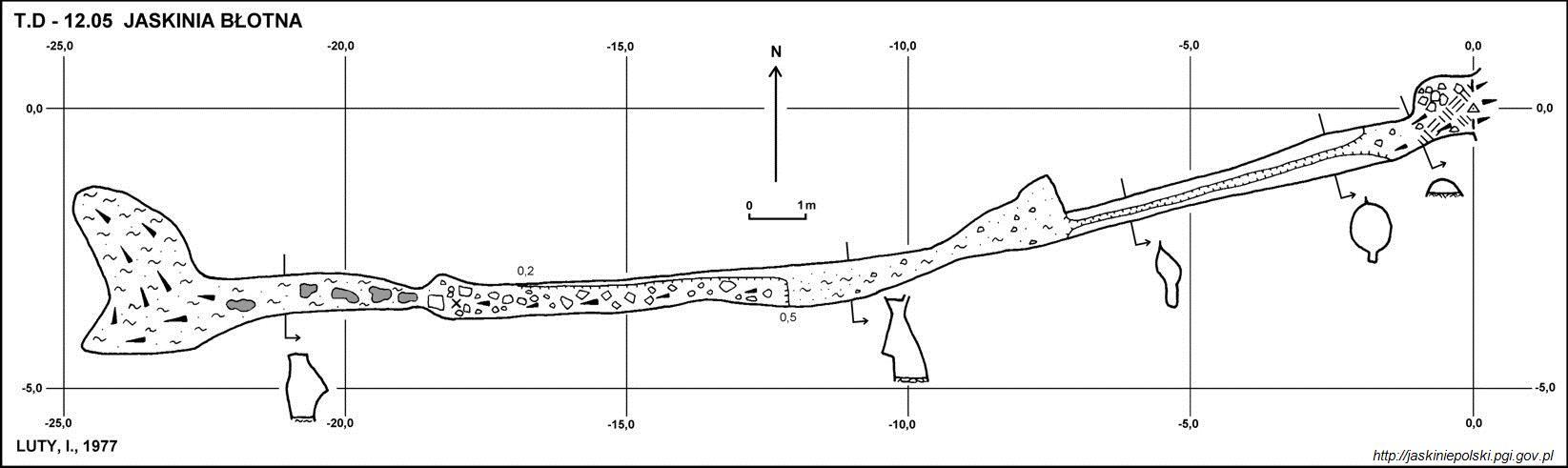
Plan jaskini

## Opis jaskini
Jaskinię stanowi korytarz zaczynający się wąskim przełazem, a kończący się w niewielkiej, zamulonej salce. Najpierw ma on kształt rury. Później (po 7 metrach) staje się obszerny, a jego dno stanowi grząska glina pełna kałuż.

## Przyroda
W jaskini nie ma nacieków. Bywa ona okresowo zalewana przez wodę.
Do 7 metrów w głąb jaskini rosną mchy i porosty. Można w niej spotkać ćmy i komary, oraz nietoperze.

## Historia odkryć
Jaskinię odkryli grotołazi zakopiańscy W. Habil i S. Wójcik 7 lipca 1959 roku. 19 września tego roku zwiedzili ją w towarzystwie J. Rudnickiego i Z. Wójcika. 